# Carlos Yulo
Carlos Edriel Yulo y Poquiz (Manila, Filipinas, 16 de febrero de 2000) es un gimnasta artístico filipino, subcampeón mundial en 2022 en el ejercicio de salto de potro.

## Biografía
Carlos Edriel Poquiz Yulo nació el 16 de febrero de 2000 de Mark Andrew Yulo, enlace de una agencia de viajes, y Angélica Yulo (de soltera Poquiz), ama de casa, en Manila, Filipinas. Su abuela materna es Angelita Poquiz, y vivía en la calle Leveriza, Malate. Es el segundo de cuatro hermanos. Su hermana mayor, Joriel, es miembro del Pep Squad de la Universidad de Filipinas, y sus hermanos pequeños, Karl Jahrel Eldrew y Elaiza Andriel, también son gimnastas. Yulo creció viendo entrenar y competir a gimnastas filipinos en el Rizal Memorial Sports Complex de Malate. Yulo empezó a entrenar gimnasia a los siete años, cuando su abuelo, Rodrigo Frisco, lo vio dando volteretas en un parque infantil local y lo llevó a la Asociación de Gimnasia de Filipinas (GAP) para que lo entrenaran. También entrenaría en el Club Gymnastica en Kapitolyo, Pasig en sus primeros años.
Yulo cursó sus estudios primarios en la Aurora A. Quezon Elementary School de Malate, Manila, donde ya se entrenaba con el profesor-entrenador de AQES Ezra Canlas, para los Juegos Nacionales de Filipinas como parte del equipo de gimnasia de Región de la Capital Nacional. Gracias al apoyo del GAP, pudo asistir a la Universidad Adamson en Ermita para cursar sus estudios secundarios.
En 2016, Yulo aceptó una oferta de la Asociación Olímpica Japonesa para entrenar en Japón en el marco de un programa de becas. Tras trasladarse a Japón, Yulo continuó su formación en la Universidad de Teikyo en Itabashi, Tokio, y se graduó en 2022 con un título asociado en Literatura.

## Carrera
Empezó entrenado desde los 8 años, uniéndose a Palarong Pambansa en 2009, Ganó el oro en el concurso completo individual y el ejercicio de suelo,  y obtuvo el bronce en el salto. En su 2.ª participación de 2010 ganaría la medalla de oro en los ejercicios individuales de Salto, Salto de potro. Obtuvo medallas de oro en el evento por equipos, concurso completo individual, ejercicio de suelo y salto.  En el mismo año, compitió en sus primeros Juegos Nacionales de Filipinas en la edición de 2011 celebrada en Bacolod, Negros Occidental, donde ganó tres medallas de oro en el ejercicio de suelo, anillas y barras paralelas. En 2012, compitió en Lingayen, Pangasinan, y participó en cada evento. Ganó el oro en el concurso completo individual, ejercicio de suelo y salto, así como en la competencia por equipos junto con sus compañeros de equipo. El mismo año, fue a China junto con la gimnasta Jan Gwynn Timbang, para entrenar después de un patrocinio de la Fundación Filipina de Buenas Obras de la Misión otorgado a la GAP. El entrenamiento sirvió como una oferta para que calificaran para los Juegos Olímpicos de la Juventud de 2014 en Nanjing, China.  En 2013, Yulo compitió en su último Palarong Pambansa, que se celebró en la ciudad de Dumaguete, Negros Oriental. Ganó oro en la prueba por equipos, concurso completo individual y ejercicio de suelo, y se llevó una plata en salto de potro detrás de Martoni Abana.  Ese mismo año, Yulo conoció a su futuro entrenador, Munehiro Kugimiya, cuando los entrenadores japoneses fueron a Filipinas para ayudar a entrenar al equipo nacional.
Como junior, fue entrenado por Aldrin Castañeda. Yulo ganó medallas de oro en el ejercicio de suelo y las barras paralelas en los Juegos Escolares de la ASEAN de 2014.  Luego compitió en los Campeonatos de la Cuenca del Pacífico de 2014 , terminó sexto en el ejercicio de suelo y octavo en salto.  En 2015, compitió en la Competencia Internacional Juvenil celebrada en Yokohama, Japón , y ganó una medalla de bronce en la final de salto detrás de los medallistas olímpicos de la juventud Giarnni Regini-Moran y Yue Ma.
En 2016, Kugimiya se convirtió en el entrenador de Yulo, y la Fundación Deportiva MVP comenzó a brindar ayuda financiera a su carrera el año siguiente. También recibió una beca de la Federación Internacional de Gimnasia para financiar su mudanza a Japón.
Yulo ganó cinco medallas en los Campeonatos de la Cuenca del Pacífico de 2016 , oro en ejercicio de suelo y salto, plata en anillas y barras paralelas, y bronce en el concurso completo.  Días antes de los Campeonatos Asiáticos Juveniles de 2017, se torció el tobillo izquierdo mientras entrenaba en el ejercicio de suelo. A pesar de la lesión, todavía compitió, pero se limitó a las anillas, el caballo con arcos y las barras paralelas. Se clasificó para la final de barras paralelas y ganó la medalla de oro.  Solo compitió en salto y ejercicio de suelo en la Competición Internacional Juvenil de 2017 debido a una lesión en el hombro. Ganó la medalla de oro en la final de salto y la medalla de plata en la final de ejercicio de suelo.
Yulo hizo su debut internacional senior en la Copa del Mundo de Melbourne y ganó una medalla de bronce en salto.  Luego, en la Copa del Mundo de Bakú, ganó una medalla de plata en salto.  En la Copa del Mundo de Doha, ganó una medalla de plata en el ejercicio de suelo, su tercera medalla internacional en el lapso de un mes.  En los Juegos Nacionales de Filipinas de 2018 , celebrados en la ciudad de Cebú, Cebú , ganó todas las medallas de oro individuales.  En los Juegos Asiáticos de 2018 , obtuvo la puntuación más alta en el ejercicio de suelo en la ronda de clasificación. Sin embargo, en la final del evento se cayó en su tercer pase de volteretas y terminó séptimo.
En el Campeonato Mundial de Doha , Yulo avanzó a las finales de ejercicios de suelo y concurso completo, convirtiéndose en el primer gimnasta filipino en calificar para una final del Campeonato Mundial.  Fue el más joven de los 24 competidores en la final del concurso completo, y terminó en el puesto 23.  Ganó el bronce en el ejercicio de suelo, convirtiéndose en el primer gimnasta filipino y el primer gimnasta masculino del sudeste asiático en ganar una medalla en el Campeonato Mundial.  Después del Campeonato Mundial, compitió en la Copa del Mundo de Cottbus y ganó una medalla de bronce en el ejercicio de suelo después de perder un desempate de puntuación de ejecución ante Casimir Schmidt.  En diciembre, ganó medallas de plata en salto y barras paralelas en el Toyota International.
Yulo comenzó la temporada 2019 en las Copa del Mundo de Melbourne donde ganó la medalla de oro en el ejercicio de suelo por 0,066 puntos.Se perdió el Mundial de Bakú por una lesión en el pecho. A continuación, ganó una medalla de bronce en el ejercicio de suelo en la Copa del Mundo de Doha. En los Campeonatos de Asia, se clasificó cuarto en el ejercicio de suelo y en el salto y séptimo en las barras paralelas. Empató con Kōhei Uchimura por la medalla de oro en el ejercicio de suelo en los Campeonatos de Japón Senior.
En los Campeonatos del Mundo de Stuttgart, Yulo se clasificó para la final all-around y se aseguró la clasificación para competir por Filipinas en los Juegos Olímpicos de Verano 2020 de Tokio.  A continuación, se colocó décimo en la final all-around con un mejor total all-around personal. En la final de ejercicio de suelo, ganó la medalla de oro, haciendo historia como el primer campeón del mundo filipino y del sudeste asiático en gimnasia artística. Tras su victoria, su estatura por debajo de la media de 1,50 m (4 pies y 11 pulgadas) le convirtió en un ejemplo por parte del Senado de Filipinas como «llamada de atención para nuestro gobierno» para proporcionar más apoyo a los deportes en los que la estatura no se considera un factor determinante.
Tras el Campeonato del Mundo, compitió en los Juegos del Sudeste Asiático y terminó en el podio en todas las pruebas. Ganó el oro en el all-around y en el ejercicio de suelo, y plata en caballo con arzones, anillas quietas, salto, barras paralelas y barra horizontal.
La mayoría de las competiciones internacionales de 2020 fueron canceladas o aplazadas debido a la pandemia de COVID-19. Yulo volvió a la competición en septiembre de 2020 en los Campeonatos Senior de All-Japan y ganó una medalla de bronce en salto. También ganó la medalla de bronce en salto en los Campeonatos de All-Japan, además de una medalla de bronce en el ejercicio de suelo. 
Yulo comenzó la temporada olímpica ganando una medalla de bronce en las barras paralelas en el All-Japan Event Championships. Luego representó a Filipinas en los Juegos Olímpicos de Verano de 2020, con la esperanza de convertirse en el primer campeón olímpico del país en cualquier deporte. Durante la ronda de clasificación, se cayó en su primera voltereta y no logró clasificarse para la final del ejercicio de suelo.También tuvo problemas en otras pruebas y no llegó a la final del concurso completo. Sin embargo, se clasificó para la salto en sexto lugar. Como competidor más joven en la final de salto, terminó en cuarto lugar, perdiendo la medalla de bronce por 0,017 puntos.
Tras los Juegos Olímpicos, Yulo compitió en el Campeonato de Japón de Mayores y ganó una medalla de oro en suelo y otra de bronce en salto. Después compitió en los Campeonato Mundial de Gimnasia Artística de 2021 en Kitakyushu, Japón.  Se clasificó para las finales de suelo y barras paralelas en primer lugar, y también se clasificó para la final de salto. Sólo terminó quinto en la final del ejercicio de suelo tras salirse de los límites.  Después ganó la medalla de oro en la final de salto y una medalla de plata en la final de barras paralelas por detrás del chino Hu Xuwei.
En los Juegos del Sudeste Asiático, Yulo llevó al equipo filipino a la medalla de plata, por detrás de Vietnam, y ganó la medalla de oro en el concurso completo. Luego, en las finales de las pruebas, ganó el oro en el ejercicio de suelo, anillas quietas, salto y barra horizontal, y obtuvo una medalla de plata en las barras paralelas. Ganó su primer título de campeón continental absoluto al colgarse la medalla de oro en el ejercicio de suelo de los Campeonatos Asiáticos de Doha, tras conseguir la plata en el concurso completo individual. A continuación, se colgó las medallas de oro en salto y barras paralelas.
Yulo compitió en los Campeonatos del Mundo en Liverpool y se clasificó para las finales del concurso completo, el ejercicio de suelo, el salto y las barras paralelas. También fue el segundo reserva para la final de anillas quietas tras acabar décimo en la ronda de clasificación. En la final all-around, terminó en octavo lugar debido a errores en el caballo con arzones, el salto y la barra horizontal. Luego se cayó en la final del ejercicio de suelo y terminó séptimo. Al día siguiente, ganó la medalla de plata en la final de salto por detrás del armenio Artur Davtyan, y también obtuvo una medalla de bronce en la final de barras paralelas. 
Yulo comenzó la temporada en la Cottbus World Cup y ganó una medalla de bronce en barras paralelas. Luego, en el Mundial de Doha, ganó el oro en el ejercicio de suelo, la plata en las barras paralelas y el bronce en la bóveda.  Después ganó dos medallas de oro en la Copa del Mundo de Bakú, en salto y barras paralelas. En los Juegos del Sudeste Asiático, lideró al equipo filipino hasta la medalla de plata, por detrás de Vietnam, y revalidó su título absoluto. Luego, en las finales de las pruebas, ganó el oro en barras paralelas y la plata en anillas quietas. 
Yulo compitió en los Campeonatos Asiáticos y se colgó la medalla de plata en el concurso completo por detrás del japonés Shinnosuke Oka. Ganó tres medallas de oro en las finales de las pruebas de ejercicio de suelo, salto y barras paralelas, y obtuvo una medalla de bronce en barra horizontal.  Tras el Campeonato de Asia, Yulo se separó de su entrenador de toda la vida, Kugimiya, por motivos personales. La separación fue cordial y Yulo expresó su gratitud al entrenador japonés un año después.  Volvió a Castañeda, que le entrenó cuando era junior.
Yulo decidió no competir en los Juegos Asiáticos de 2022 (aplazados a 2023), que se celebraban al mismo tiempo que los Campeonatos del Mundo.
Durante la ronda de clasificación de los Campeonatos del Mundo, Yulo cayó de espaldas en su desmontaje de anillas quieto, y también se estrelló en su salto y recibió una puntuación de 0 por no aterrizar con los pies por delante. Terminó último de los 91 gimnastas que compitieron en el all-around. Sin embargo, aun así se clasificó para la final del ejercicio de suelo, donde terminó cuarto. Como gimnasta mejor clasificada en el ejercicio de suelo que no se había clasificado en las competiciones por equipos o all-around, Yulo se clasificó para los Juegos Olímpicos de 2024.
Tomoharu Sano iba a sustituir a Kugimiya como nuevo entrenador de Yulo, pero se retiró. En su lugar, en febrero de 2024, Yulo entrenó con Lee Jun-ho en Corea del Sur y Jake Jarman en Lilleshall, Inglaterra.
Yulo comenzó la temporada 2024 con una medalla de bronce en el ejercicio de suelo en la Copa del Mundo de Bakú. Después, en la Copa del Mundo de Doha, ganó una medalla de oro en barras paralelas y otra de plata en salto. Ganó su primer título de campeón continental all-around en los Campeonatos Asiáticos en Tashkent. Ganó tres medallas de oro más en las finales de las pruebas, en los ejercicios de suelo, salto y barras paralelas.
Durante la qualification round de los Juegos Olímpicos de Verano de 2024 en París, Francia, se clasificó para la men's individual all-around, vault, y floor.  Compitió por primera vez en la final individual all-around el 31 de julio, quedando 12º en la general con una puntuación total de 83,032 puntos.
El 3 de agosto compitió en la final masculina de ejercicio de suelo y quedó primero con una puntuación de 15.000 puntos. Se convirtió en el primer hombre filipino y el primer gimnasta filipino en ganar una medalla de oro olímpica; es el segundo filipino en ganar una medalla de oro olímpica, tras la victoria de Hidilyn Diaz en la prueba de 55 kg femenino en Tokio. Al día siguiente, Yulo ganó su segundo oro en los Juegos en Gimnasia en los Juegos Olímpicos de Verano de 2024 - Salto masculino, consiguiendo 15,116 puntos y convirtiéndose en el primer campeón olímpico múltiple de la historia de Filipinas.
Como resultado de sus logros olímpicos, el Gobierno y otras entidades privadas prometieron numerosos incentivos para Yulo, incluidas, entre otras, las propiedades residenciales.
Tras los Juegos Olímpicos de Verano de 2024, Yulo anunció que se tomaría un descanso y que no participaría en torneos durante el resto del año. La Asociación de Gimnasia de Filipinas expresó sus planes de contratar a un entrenador extranjero para Yulo y otros gimnastas, con la intención de enviar un equipo de gimnasia para los Juegos Olímpicos de Verano de 2028 en Los Ángeles.  Sin embargo, en octubre de 2024, se decidió que Aldrin Castañeda seguiría siendo el entrenador personal de Yulo. 

## Vida privada
Yulo esta saliendo con Chloe Anjeleigh San Jose, una creadora de contenido, comenzaron su relación a distancia en 2020 y siguen juntos hasta el día de hoy.